# Lia Wälti
Lia Joëlle Wälti (Langnau im Emmental Suiza, 19 de abril de 1993) es una futbolista suiza que actualmente juega como centrocampista en el Arsenal Football Club de la FA WSL de Inglaterra. Es internacional con la Selección de Suiza, de la cual también es capitana.

## Clubes

### Categorías inferiores[1]
En 2002, a los 8 años de edad, Wälti empezó a jugar en el FC Langnau, un equipo masculino entrenado por su padre. En 2007 fue admitida en el Centro de Entrenamiento Huttwill y, medio año más tarde, comenzó a jugar con el Team Bern West. En 2009 se trasladó al Young Boys Bern, donde jugó durante un año en el equipo masculino Sub-16.

### Carrera profesional

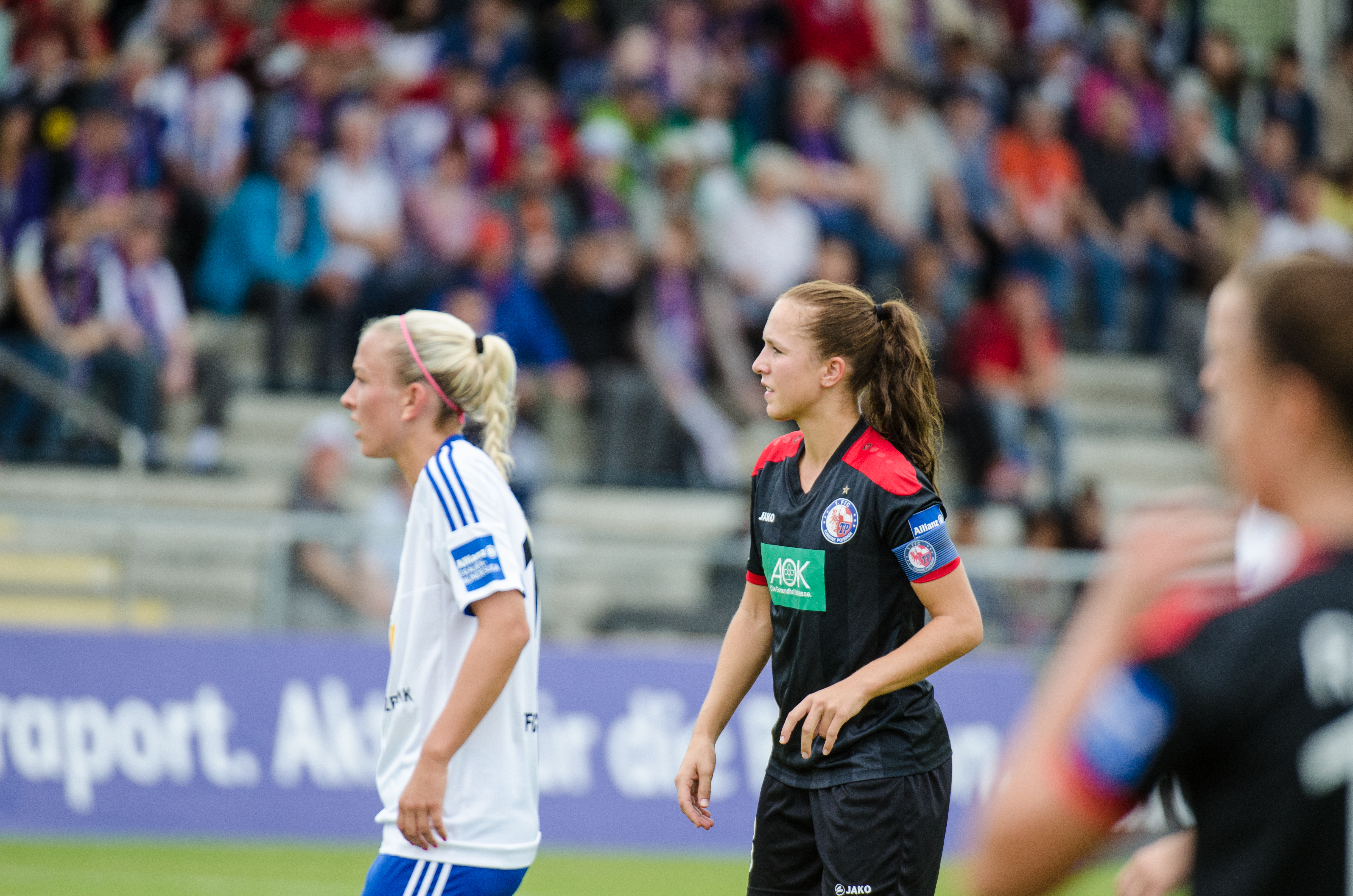
Lia Wältli (negro) con el Turbine Potsdam

#### FC Köniz (2008-2009)
Al mismo tiempo que jugaba en Team Bern West, se unió al FC Köniz de la Challenge League. Tiene 5 apariciones y 1 gol con el club.

#### BSC YB Frauen (2009-2013)
En 2009 se unió al BSC YB Frauen donde, en 2011, ganó la Nationalliga A. También entró en la Liga de Campeones. Con el club jugó 49 partidos y marcó 5 goles.

#### Turbine Potsdam (2013-2018)
En 2013, Wälti firmó un contrato con el FFC Turbine Potsdam de la Bundesliga. Fue la capitana del equipo. Tiene 98 apariciones y 7 goles.

#### Arsenal (2018-)
En julio de 2018, Wälti firmó un contrato con el Arsenal. En abril de 2019, sufrió una lesión en el ligamento lateral externo y se perdió los siguientes 9 meses de partidos.
El 30 de diciembre de 2019, Wälti renovó su contrato con el club.

## Selección nacional
Wälti estuvo en el Campeonato Europeo Sub-17 de 2008, llegando hasta la segunda fase de clasificación. También formó parte de la Selección Sub-19 en los años 2008 y 2009. En este último llegó a las semifinales del Campeonato Europeo Sub-19.  Al año siguiente participó con la Selección Sub-20 la Copa Mundial Sub-20.
El 21 de agosto de 2011, debutó con la selección absoluta de Suiza en un partido contra Escocia. En 2015 formó parte de la selección en la Copa Mundial.